# Сувишни (ТВ филм)
„Сувишни” је ТВ филм из 1969. године. Режирао га је Славољуб Стефановић Раваси а сценарио је написао Ристо Трифковић

## Улоге
| Глумац                   | Улога                   |
| ------------------------ | ----------------------- |
| Стојан Столе Аранђеловић | (као Столе Аранђеловић) |
| Ђорђе Пура               |                         |
| Славко Симић             |                         |
| Милан Срдоч              |                         |